# العلاقات الآيسلندية اليابانية
العلاقات الآيسلندية اليابانية هي العلاقات الثنائية التي تجمع بين آيسلندا واليابان.

## مقارنة بين البلدين
هذه مقارنة عامة ومرجعية للدولتين:
| وجه المقارنة                                              | آيسلندا          | اليابان         |
| --------------------------------------------------------- | ---------------- | --------------- |
| المساحة (كم2)                                             | 103.00 ألف       | 377.97 ألف      |
| عدد السكان (نسمة)                                         | 317.35 ألف       | 126.79 مليون    |
| الكثافة السكانية (ن./كم²)                                 | 3.08             | 335.45          |
| العاصمة                                                   | ريكيافيك         | طوكيو           |
| اللغة الرسمية                                             | اللغة الآيسلندية | اللغة اليابانية |
| العملة                                                    | كرونة آيسلندية   | ين ياباني       |
| الناتج المحلي الإجمالي (بليون دولار)                      | 23.91 مليار      | 4.87 تريليون    |
| الناتج المحلي الإجمالي (تعادل القوة الشرائية) بليون دولار | 15.79 مليار      | 5.18 تريليون    |
| الناتج المحلي الإجمالي الاسمي للفرد دولار أمريكي          | 50.17 ألف        | 34.52 ألف       |
| الناتج المحلي الإجمالي للفرد دولار أمريكي                 | 46.55 ألف        | 36.62 ألف       |
| مؤشر التنمية البشرية                                      | 0.899            | 0.903           |
| رمز المكالمات الدولي                                      | +354             | +81             |
| رمز الإنترنت                                              | .is              | .jp             |
| المنطقة الزمنية                                           | 00، أوروبا/لندن ‏ | توقيت اليابان   |

## منظمات دولية مشتركة
يشترك البلدان في عضوية مجموعة من المنظمات الدولية، منها:
| علم المنظمة | اسم المنظمة                               | تاريخ انضمام آيسلندا | تاريخ انضمام اليابان |
| ----------- | ----------------------------------------- | -------------------- | -------------------- |
|             | منظمة التعاون الاقتصادي والتنمية          | ?                    | ?                    |
|             | منظمة التجارة العالمية                    | ?                    | ?                    |
|             | الاتحاد البريدي العالمي                   | ?                    | ?                    |
|             | مجموعة الموردين النوويين                  | ?                    | ?                    |
|             | يونسكو                                    | 8 يونيو 1964         | 2 يوليو 1951         |
|             | الفريق المعني برصد الأرض                  | ?                    | ?                    |
|             | مؤسسة التمويل الدولية                     | 20 يوليو 1956        | 20 يوليو 1956        |
|             | المركز الدولي لتسوية المنازعات الاستشارية | 14 أكتوبر 1966       | 16 سبتمبر 1967       |
|             | منظمة حظر الأسلحة الكيميائية              | ?                    | ?                    |
|             | مؤسسة التنمية الدولية                     | 19 مايو 1961         | 27 ديسمبر 1960       |
|             | مجموعة أستراليا                           | 1993                 | 1985                 |
|             | نظام تحكم تكنولوجيا القذائف               | 1993                 | 1987                 |
|             | وكالة ضمان الاستثمار متعدد الأطراف        | 25 سبتمبر 1998       | 12 أبريل 1988        |
|             | الاتحاد الدولي للاتصالات                  | 1 أكتوبر 1906        | 29 يناير 1879        |
|             | منظمة الشرطة الجنائية الدولية             | ?                    | ?                    |
|             | الأمم المتحدة                             | 19 نوفمبر 1946       | 18 ديسمبر 1956       |
|             | البنك الدولي للإنشاء والتعمير             | 27 ديسمبر 1945       | 13 أغسطس 1952        |
|             | المنظمة الهيدروغرافية الدولية             | ?                    | ?                    |

## وصلات خارجية
- موقع وزارة الخارجية الآيسلندية
- موقع وزارة الخارجية اليابانية